# Pirata browni
Pirata browni este o specie de păianjeni din genul Pirata, familia Lycosidae, descrisă de Willis J. Gertsch și Davis, 1940. Conform Catalogue of Life specia Pirata browni nu are subspecii cunoscute.